# Levante Unión Deportiva (femenino)
El Levante Unión Deportiva Femenino es la sección femenina de fútbol del Levante U. D. de la ciudad de Valencia, España. Se creó en 1998 al absorber al club San Vicente Valencia, fundado cuatro años antes. Es el primer club de fútbol femenino de España que participó en la UEFA Women’s Champions League. En la clasificación histórica del fútbol femenino en España ocupa la segunda posición, en la que fue primera hasta 2024, resultando en cuatro ocasiones campeón de la Primera División Femenina. El club también ha obtenido seis títulos de Copa de la Reina y dos Supercopas de España.

## Historia
El antecente del club actual es el equipo del Instituto Politécnico San Vicente Ferrer, fundado en 1993 y posteriormente el club adopta el nombre oficial de San Vicente Valencia Club de Fútbol Femenino. Con esa denominación conquistó su primer título, la Superliga de la temporada 1996/97 y, posteriormente, la Supercopa.
Sin embargo la falta de medios económicos y de infraestructuras llevan al club a plantearse ser apadrinado por otro más grande. Tras la negativa del Valencia CF, se llega a un acuerdo con el Levante UD, presidido por Pedro Villarroel. El 4 de agosto de 1998 el Levante UD absorbe oficialmente al San Vicente Valencia CFF, que se convierte en una sección más del club granota, pasando a denominarse Levante Unión Deportiva Femenino y adoptando sus colores, escudo y distintivos. Sin embargo, por razones federativas, no pudo inscribirse oficialmente con su nuevo nombre hasta la temporada 1999/2000.
La temporada 1999/2000 el Levante UD Femenino conquista su primer título, la Copa de la Reina. Tras eliminar al L'Estartit y el Pozuelo, se impone en la final por 3-0 al conjunto navarro del Lagunak de Barañáin. En la liga, queda campeón de su grupo en la primera fase, batiendo todos los récords establecidos, pero no consigue el título al ser eliminado en las semifinales de los play-off, disputados en Burgos, por el Torrejón (1-0).

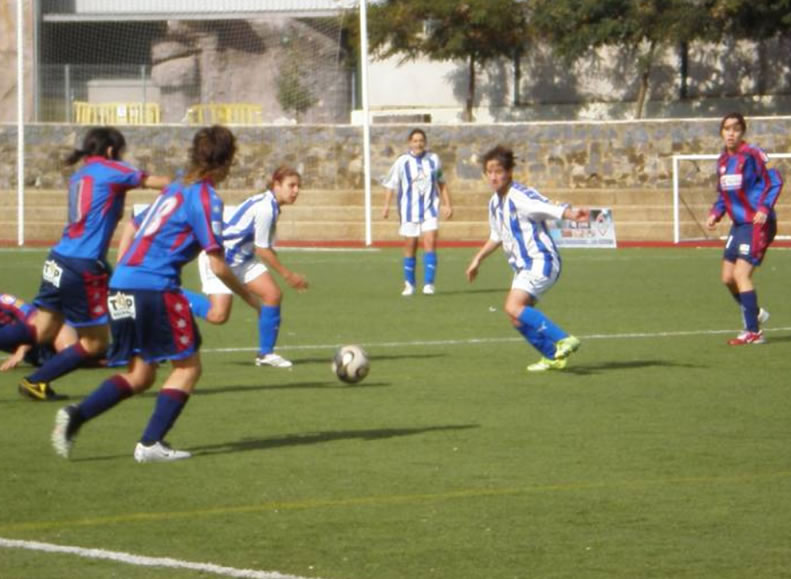
Partido contra el Sp. Huelva de la Superliga 2006-2007

Sin embargo, en la temporada 2000/01 su dominio es abrumador, consiguiendo el triplete: Supercopa, Liga y Copa de la Reina. El equipo gana todos los partidos disputados en la liga regular, con unas estadísticas de récord: 240 goles a favor y tan solo 5 en contra.
La siguiente temporada el Levante afianzó su dominio en el fútbol femenino español conquistando nuevamente el doblete: la Copa de la Reina y la Superliga. Así mismo, y gracias al triunfo liguero de la temporada anterior, las valencianas debutaron en la Copa de Europa, donde fueron eliminadas en la primera fase. Al término de la temporada, Antonio Descalzo abandonó el banquillo, al que ha estado vinculado desde los inicios del club, siendo sustituido por Josep Alcácer. Bajo su batuta las valencianas conquistaron dos Copas de la Reina, en 2004 y 2005.
La temporada 2006-07 llegó al banquillo Félix Carballo, que en su primer año consiguió sumar un nuevo título copero. La siguiente campaña dirige al equipo a la conquista de su cuarta liga, tras un intenso codo a codo con el Rayo Vallecano. A pesar del empate final a puntos, las granotas se proclaman campeonas gracias a la diferencia de goles. Pero posteriormente las madrileñas se tomarían la revancha en la final de Copa de ese año, impidiendo que las valencianas lograsen el doblete.
La temporada 2008/09 tiene a los mismos protagonistas en la lucha por la liga que en la campaña anterior. Pero esta vez el Rayo le gana la partida a un Levante que empezó la temporada con un nuevo entrenador (José Arastey) pero que le cedió su testigo en Navidad por motivos personales a Gustavo Duco, exentrenador del filial femenino y coordinador de la cantera.

## Trayectoria
Desde la creación de la División de Honor del fútbol femenino.
| Temporada | División | Posición | Copa de la Reina | UEFA Champions League |
| --------- | -------- | -------- | ---------------- | --------------------- |
| 1996–97   | 1.ª      | 1º       |                  |                       |
| 1997–98   | 1.ª      | 2.º      | cuartofinalista  |                       |
| 1998–99   | 1.ª      | 3.º      | octavofinalista  |                       |
| 1999–00   | 1.ª      | 3.º      | campeón          |                       |
| 2000–01   | 1.ª      | 1º       | campeón          |                       |
| 2001–02   | 1.ª      | 1º       | campeón          | Fase de grupos        |
| 2002–03   | 1.ª      | 2.º      | semifinalista    | Ronda 2               |
| 2003–04   | 1.ª      | 3.º      | campeón          |                       |
| 2004–05   | 1.ª      | 2.º      | campeón          |                       |
| 2005–06   | 1.ª      | 3.º      | semifinalista    |                       |
| 2006–07   | 1.ª      | 3.º      | campeón          |                       |
| 2007–08   | 1.ª      | 1º       | subcampeón       |                       |
| 2008–09   | 1.ª      | 2.º      | cuartofinalista  | Ronda 2               |
| 2009–10   | 1.ª      | 3.º      | cuartofinalista  |                       |
| 2010–11   | 1.ª      | 5.º      | octavofinalista  |                       |
| 2011–12   | 1.ª      | 5.º      |                  |                       |
| 2012–13   | 1.ª      | 4.º      | semifinalista    |                       |
| 2013-14   | 1.ª      | 5.º      | semifinalista    |                       |
| 2014–15   | 1.ª      | 5.º      | cuartofinalista  |                       |
| 2015–16   | 1.ª      | 4.º      | semifinalista    |                       |
| 2016–17   | 1.ª      | 4.º      | cuartofinalista  |                       |
| 2017–18   | 1.ª      | 7.º      | cuartofinalista  |                       |
| 2018–19   | 1.ª      | 3.º      | cuartofinalista  |                       |
| 2019–20   | 1.ª      | 3.º      | octavofinalista  |                       |
| 2020-21   | 1.ª      | 3.º      | subcampeón       |                       |
| 2021-22   | 1.ª      | 6.ª      | cuartofinalista  | Ronda 2               |
| 2022-23   | 1.ª      | 3.º      | octavofinalista  |                       |
| 2023-24   | 1.ª      | 4.ª      | cuartofinalista  | Ronda 1               |
| 2024-25   | 1.ª      | 12.ª     | cuartofinalista  |                       |

## Datos del club
- Temporadas en la Superliga Española: 13 (todas)
- Puntos: 743
- Partidos jugados: 346
  - Ganados: 231
  - Empatados: 50
  - Perdidos: 65
- Goles a favor: 907
- Goles en contra: 294
- Mejor puesto en la liga: 1.º (2001-02, 2007-08)
- Peor puesto en la liga: 8.º (2009-10 y 2017-18)
- Victoria más amplia en Superliga como local: Levante 16 - 0 Ntra. Señora Antigua (2002-03)
- Victoria más amplia en Superliga como visitante: CD Híspalis 0 - 11 Levante (2001-02)
- Derrota más amplia en Superliga como local: Levante 1 - 5 Rayo Vallecano (2009-10)
- Derrota más amplia en Superliga como visitante: RCD Espanyol 6 - 0 Levante (2009-10)

## Palmarés

### Torneos nacionales
- Superliga (4) : 1996-97, 2000-01, 2001-02, 2007-08.
- Copa de la Reina (6): 1999-00, 2000-01, 2001-02, 2003-04, 2004-05, 2006-07.
- Supercopa de España (2): 1997, 2000.

### Torneos amistosos
- 6 Trofeos Internacionales Costa Blanca Cup.
- 3 Trofeos Internacionales País Vasco.
- 1 Mediterranean Internacional Cup: 2002.
- 2 Memorial Tomás Caballero: 2003, 2007.
- 2 Torneos Sport Mundi: 2009, 2010.
- 1 Pyrénées International Women’s Cup Andorra: 2012.
- 3 Trofeo COTIF Femenino: 2012, 2017, 2018